# Agrostis quadriseta
Agrostis quadriseta é uma espécie de gramínea do gênero Agrostis, pertencente à família Poaceae.